# SIL Open Font License
La SIL Open Font License (OFL) és una de les principals llicències de codi obert que permet incrustar, o empaquetar, tipografies. Fou dissenyada i alliberada el 2005 per Nicolas Spalinger, un voluntari de SIL International i Victor Gaultney un dissenyador de fonts de SIL. La llicència és considerada com a lliure per la Free Software Foundation.